# Željko Filipović
Željko Filipović (ur. 3 października 1988 w Lublanie) – słoweński piłkarz występujący na pozycji pomocnika.

## Kariera klubowa
Filipović profesjonalną karierę rozpoczął w klubie SC Bonifika. Na początku kariery dość często zmieniał kluby. Występował w Olimpiji Lublana, NK Domžale i FC Koper, w żadnym z tych klubów nie spędził jednak dłużej niż pół roku. Na początku 2011 roku podpisał umowę z NK Maribor. W 2016 roku przeszedł do KV Mechelen. Następnie był zawodnikiem Dynamy Brześć, Ittihad Tanger, FK Atyrau i FK Vojvodina.

## Kariera reprezentacyjna
W reprezentacji Słowenii zadebiutował 14 sierpnia 2013 roku w towarzyskim meczu przeciwko Finlandii. Na boisku pojawił się w 57 minucie meczu, a spotkanie zakończył z żółtą kartką na koncie.
| Mecze i gole w reprezentacji | Mecze i gole w reprezentacji | Mecze i gole w reprezentacji | Mecze i gole w reprezentacji | Mecze i gole w reprezentacji | Mecze i gole w reprezentacji | Mecze i gole w reprezentacji |
| #                            | Data                         | Stadion                      | Rywal                        | Wynik                        | Gol                          | Rozgrywki                    |
| 2013                         | 2013                         | 2013                         | 2013                         | 2013                         | 2013                         | 2013                         |
| ---------------------------- | ---------------------------- | ---------------------------- | ---------------------------- | ---------------------------- | ---------------------------- | ---------------------------- |
| 1.                           | 14.08.2013                   | Turku, Finlandia             | Finlandia                    | 0:2                          | 0                            | towarzyski                   |
| 2.                           | 10.09.2013                   | Nikozja, Cypr                | Cypr                         | 2:0                          | 0                            | El. MŚ 2014                  |
| 3.                           | 19.11.2013                   | Celje, Słowenia              | Kanada                       | 1:0                          | 0                            | towarzyski                   |

## Sukcesy
Maribor
- Mistrzostwo Słowenii: 2011, 2012, 2013
- Puchar Słowenii: 2012, 2013
- Superpuchar Słowenii: 2012